# شویلووزه (مونیکیپالیتی)
شویلووزه (به آلمانی: Schwielowsee) یک شهر در آلمان است که در پوتسدام-میتلمارک واقع شده‌است.